# Star Screen Award/Beste Hauptdarstellerin-Kritikerpreis
Der Star Screen Award Best Actress (Critics) ist eine Kategorie des indischen Filmpreises Star Screen Award.
Der Star Screen Award Best Actress (Critics) wurde erstmals im Januar 2007 verliehen. Die Preisverleihung findet jedes Jahr im Januar statt.
Liste der Gewinnerinnen:
| Jahr | Schauspielerin     | Film                     |
| ---- | ------------------ | ------------------------ |
| 2007 | Ayesha Takia       | Dor                      |
| 2008 | Tabu               | Cheeni Kum               |
| 2016 | Kalki Koechlin     | Margarita with a Straw   |
| 2017 | Swara Bhaskar      | Nil Battey Sannata       |
| 2018 | Konkona Sen Sharma | Lipstick Under My Burkha |
| 2019 | Neena Gupta        | Badhaai Ho               |